# Gulgumpad sångare
Gulgumpad sångare (Phylloscopus cantator) är en fågel i familjen lövsångare inom ordningen tättingar. Den förekommer i bergstrakter i Asien. Beståndet anses vara livskraftigt.

## Utseende
Gulgumpad sångare är en medelstor (10-11 cm) lövsångare med mycket bjärt gult i fjäderdräkten. På huvudet syns ett gult centralt hjässband med svartaktiga sidor. Strupe och undre stjärttäckare är gula medan buken är vit.

## Utbredning och systematik
Gulgumpad sångare förekommer i sydöstra Asien, i två skilda områden, dels i östra Himalaya, dels i Laos. Den delas in i två underarter med följande utbredning:
- Phylloscopus cantator cantator – förekommer i bergstrakter från Sikkim och nordöstra Indien till Myanmar; övervintrar i nordvästra Thailand
- Phylloscopus cantator pernotus – förekommer i norra Laos

Arten har ibland behandlats som samma art som svartbrynad sångare (P. ricketti).

### Släktestillhörighet
DNA-studier visar att släktet Phylloscopus är parafyletiskt gentemot Seicercus. Dels är ett stort antal Phylloscopus-arter närmare släkt med Seicercus-arterna än med andra Phylloscopus (bland annat gulgumpad sångare), dels är inte heller arterna i Seicercus varandras närmaste släktingar. Olika taxonomiska auktoriteter har löst detta på olika sätt. De flesta expanderar numera Phylloscopus till att omfatta hela familjen lövsångare, vilket är den hållning som följs här. Andra flyttar bland andra gulgumpad sångare till ett expanderat Seicercus.

### Familjetillhörighet
Lövsångarna behandlades tidigare som en del av den stora familjen sångare (Sylviidae). Genetiska studier har dock visat att sångarna inte är varandras närmaste släktingar. Istället är de en del av en klad som även omfattar timalior, lärkor, bulbyler, stjärtmesar och svalor. Idag delas därför Sylviidae upp i ett antal familjer, däribland Phylloscopidae. Lövsångarnas närmaste släktingar är familjerna cettior (Cettiidae), stjärtmesar (Aegithalidae) samt den nyligen urskilda afrikanska familjen hylior (Hyliidae).

## Levnadssätt
Gulgumpad sångare häckar i tät städsegrön lövskog och bambustånd mellan 300 och 2000 meters höjd. Den födosöker tillbakadraget, enstaka eller i par, i trädkronorna efter mestadels små insekter och larver. Fågeln häckar mellan april och juni. Det klotformade boet av gräs byggs av båda könen och placeras på marken bland fallna löv kring rötter av stora träd. I stora delar av utbredningsområdet rör den sig till lägre regioner efter häckning.

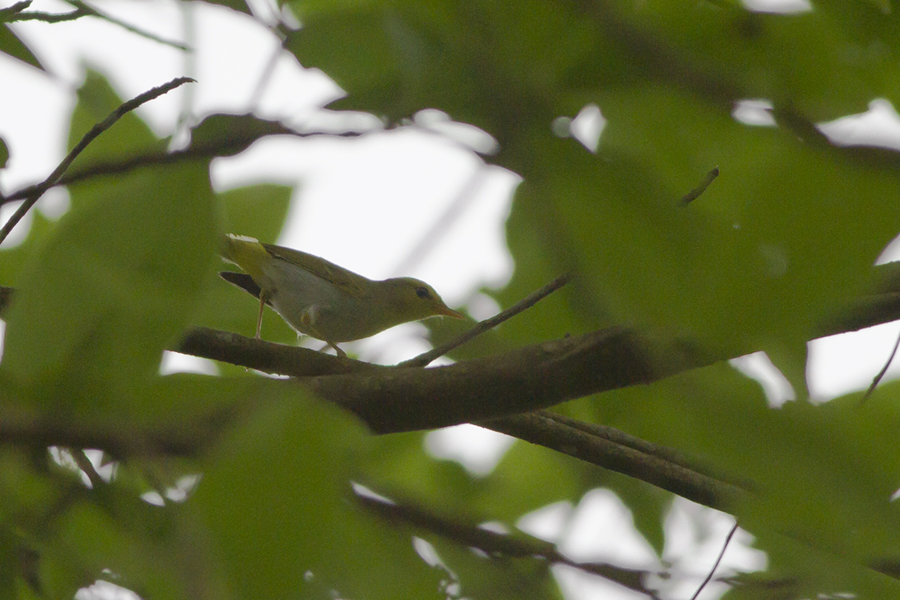

## Status och hot
Arten har ett stort utbredningsområde och en stor population med stabil utveckling och tros inte vara utsatt för något substantiellt hot. Utifrån dessa kriterier kategoriserar internationella naturvårdsunionen IUCN arten som livskraftig (LC). Världspopulationen har inte uppskattats men den beskrivs som rätt lokalt förekommande och sparsamt utspridd.

## Namn
På svenska har fågeln även kallats burmasångare.